# 海卡努斯二世
约翰·海卡努斯二世是哈斯蒙尼王朝成员，公元前1世纪长期担任犹太人的大祭司。前67年至前66年短暂担任犹大国王，后在前47年至前40年担任犹大统治者。他是亚历山大·詹纳乌斯和 莎乐美·亚历山德拉之子。